# 庄資政
庄 資政（しょう すけまさ）は、鎌倉時代末期から南北朝時代の備中国小田郡（現岡山県倉敷市）出身の武将。通称は左衛門。本庄有次の孫。

## 略歴
父庄左衛門四郎資房の後を継いだ兄の庄七郎資氏の養子となった。そのため、本来なら嫡男ではないのだが、兄の養子となったことで嫡流に入った（遵って、兄資氏が義父でもある）。兄の養子となった資政は猿掛城主となり、活動した。系図上では、猿掛城の7代か8代城主ということになるが、現在の系図研究上、6代か7代城主と考えられる。兄資氏が一時的に猿掛城主になっていたかが不明であるため、細かい点で断定できない。子息（次代）は、庄資昭。
系図の記述によれば、資政は南朝に属し、文和2年（1353年）、北畠顕能に従い、足利尊氏の執事である高師直（武蔵守）と合戦を行い、軍功を挙げ、感状を賜ったとある。ただし、師直は観応2年（1351年）に処刑されたとされるため、感状を賜ったのが文和2年と言う意味であり、それ以前（1340年代）に度々合戦を繰り広げたと考えられる。

## その他
- 一説に、猿掛城は資政が築いたものと考えられている（複数ある系図の一つでは、庄家長が築いたと記述されている）。これは、家長が城を築いたと系図にはあるが、それ以降、資政の代になるまで猿掛城に関する記述がなく、草壁荘の地頭職を与えられていた家次系本庄氏が秩父郡の方に移住していたと別の系図に記述されているためである。この説に基づけば、資政が猿掛城の初代城主であり、14世紀頃に築城されたことになる。
- 複数ある系図の一つでは、資氏の実子を庄資昭としていることから、資氏の養子となった資政がさらに資昭を養子にしたとも考えられる。
- 出生地については、現在の総社市とも考えられる。